# Косоніг Едера
Косоніг Едера (Plagiopus oederianus) — вид мохів порядку Bartramiales.

## Поширення
Батьківщиною є Європа, Північна Америка, Азія.
Населяє ґрунтовий гумус, просочування, основні та кислі породи, ущелини скель; від середньої до високої висоти (200–3900 метрів).

## Галерея

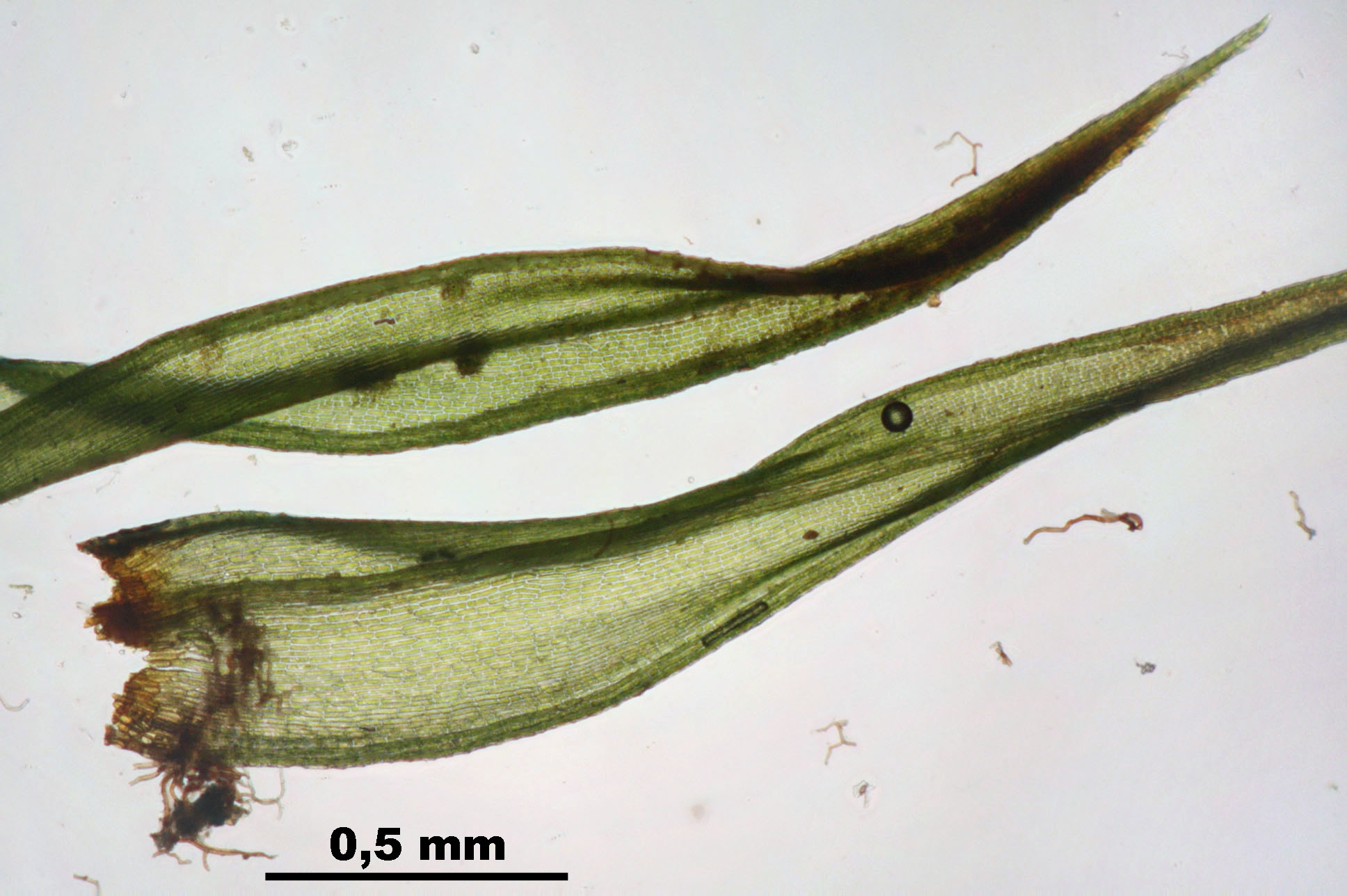
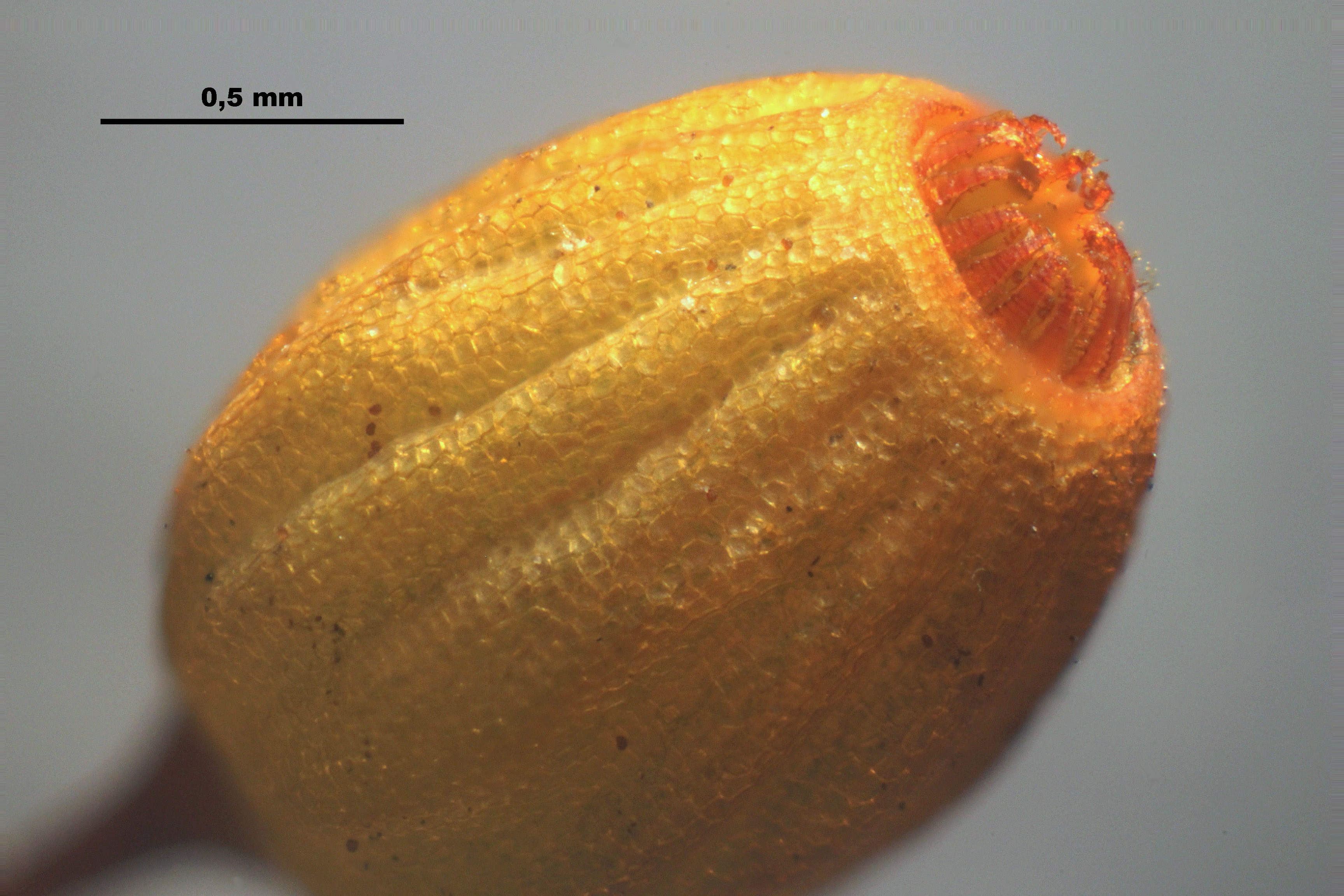
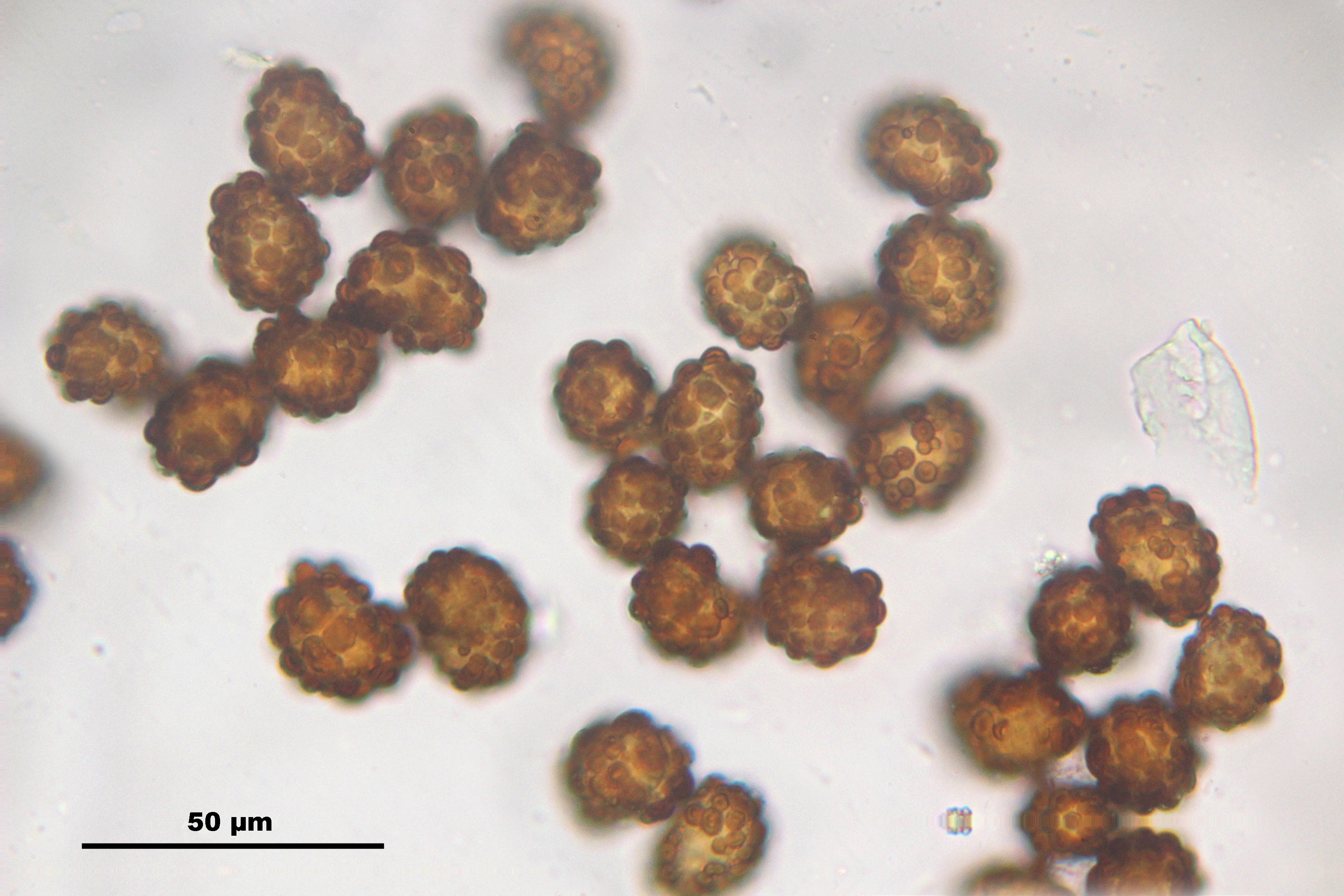

## Характеристика
Стебла завдовжки 3–10 см. Під мікроскопом можна побачити, що стеблові ризоїди бородавчасті. Листки кілюваті дистально, завдовжки 2–5 мм. Коробочкові ніжки 0.7–2.5 см, прямі. Кругла коробочка від солом'яно-жовтого до жовто-коричневого кольору. Спори 20–26 мкм; Дозрівання коробочок: червень — вересень.